# Snorri Hjartarson
Snorri Hjartarson (22 de abril de 1906-27 de diciembre de 1986) fue un escritor islandés galardonado con el Premio de Literatura del Consejo Nórdico en 1981. 

## Biografía
Snorri nació en Hvanneyri, Borgarfjörður. Durante algunos años vivió en Noruega, donde estudió Bellas Artes bajo la dirección de Axel Revold de 1931 a 1932. Su primera publicación fue una novela escrita en noruego en 1934, pero fue reconocido por sus libros de poesía en islandés. Recibió el Premio de Literatura del Consejo Nórdico en 1981 por su poemario Hauströkkrið yfir mér. A su regreso a Islandia fue bibliotecario en Borgarbókasafnið, en Reikiavik.